# Gail Amundrud
Gail Amundrud (Toronto, 6 aprile 1957) è un'ex nuotatrice canadese.
Specializzata nello stile libero, ha vinto la medaglia di bronzo nella staffetta 4x100 m sl alle Olimpiadi di Montréal 1976.

## Palmarès
- Olimpiadi

Montreal 1976: bronzo nella staffetta 4x100 m sl.
- Mondiali

1975 - Cali: bronzo nella staffetta 4x100 m sl.
1978 - Berlino: bronzo nella staffetta 4x100 m sl.
- Giochi panamericani

1975 - Città del Messico: argento nei 200 m sl.
1979 - San Juan: argento nelle staffette 4x100 m sl e 4x100 m misti, bronzo nei 100 m e 200 m sl.